# 汤米·汉普森
托马斯·“汤米”·汉普森（英語：Thomas "Tommy" Hampson，1907年10月28日—1965年9月4日），英国男子田径运动员。他曾在1932年夏季奥运会田径比赛中获得男子800米金牌，并且是第一位在800米比赛中突破1分50秒大关的运动员。